# محمد هندی
محمد هندی با نام کامل حسن هندی معاون عمرانی (۱۳۶۲–۱۳۶۴) و رابط بین نخست‌وزیر و ائمه جمعه در دولت میر حسین موسوی بود
هندی فارغ‌التحصیل رشته معماری از دانشگاه ملی بودو دفتر معماری سمرقند در سال ۱۳۴۹ به اتفاق عبدالعلی بازرگان، میرحسین موسوی، حمید نقره‌کار، حسن آلادپوش، و محمدعلی نجفی تأسیس کرد. او پیش از انقلاب ۵۷ در جریان قیام ۱۵ خرداد بازداشت شد.
وی پس از انقلاب در دولت سوم میرحسین موسوی به عنوان معاون نخست‌وزیر منصوب شد و در ادامه و در دولت بعدی او به عنوان معاون سازمان برنامه و بودجه به فعالیت‌های خود ادامه داد. او از امضا کننده نامه ۶۰ نفره در حمایت از متهمان انفجار نخست‌وزیری است.